# Coulonvillers
Coulonvillers (picardisch: Clonvilé) ist eine französische Gemeinde mit 207 Einwohnern (Stand 1. Januar 2022) im Département Somme in der Region Hauts-de-France. Sie gehört zum Arrondissement Abbeville, zum Gemeindeverband Ponthieu-Marquenterre und zum Kanton Rue.

## Geographie
Das Gemeindegebiet liegt im Regionalen Naturpark Baie de Somme Picardie Maritime.
Die Gemeinde besteht aus den nur über eine schmale Verbindung zusammenhängenden Ortsteilen Coulonvillers, das von der Départementsstraße D925 durchzogen wird, westlich der Römerstraße von Amiens nach Boulogne-sur-Mer, die später ein Teilstück des Systems der Chaussée Brunehaut wurde und jetzt die Départementsstraße D108 bildet, und dem im Norden von der Départementsstraße D941 begrenzten Hanchy östlich der Chaussée Brunehaut. Durch beide Teile verläuft die Trasse der aufgelassenen Bahnstrecke von Doullens nach Abbeville (jetzt Voie verte, Traverse du Ponthieu). Bei Hanchy liegt am Waldrand das Gehöft Cumont, an der Chaussée Brunehaut die Ferme de la Chaussée. Halbwegs zwischen Coulonvillers und Le Festel, einem Teil der Gemeinde Oneux, liegt die Kapelle Saint-Gervais. Ein weiteres Gehöft, Les Quatre Saisons, wird durch die Chaussée Brunehaut zwischen Cramont und Coulonvillers geteilt.

## Toponymie und Geschichte
Der Name der Gemeinde wird von lateinischen Columvilla abgeleitet.
Im 15. Jahrhundert wurde in Hanchy ein festes Haus errichtet, das im 19. Jahrhundert zerstört wurde. 1524 wurde der Ort von den Truppen Kaisers Karl V. niedergebrannt. Im Zweiten Weltkrieg legten deutsche Truppen zwischen Cramont und Coulonvillers mehrere Flugpisten an.

## Einwohner
| 1962 | 1968 | 1975 | 1982 | 1990 | 1999 | 2006 | 2011 |
| ---- | ---- | ---- | ---- | ---- | ---- | ---- | ---- |
| 229  | 233  | 202  | 190  | 176  | 226  | 237  | 234  |

## Sehenswürdigkeiten

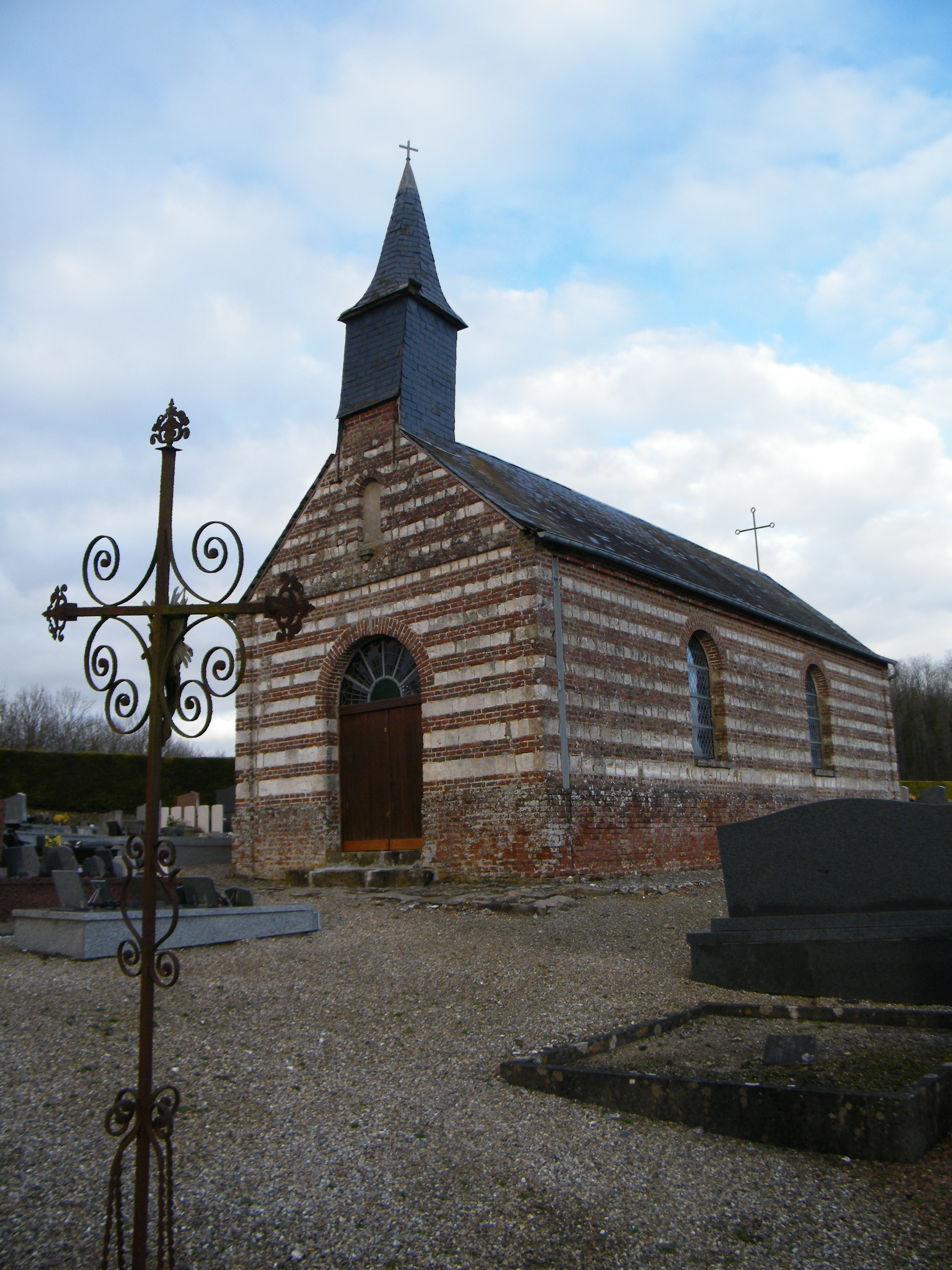
Kapelle Saint-Gervais

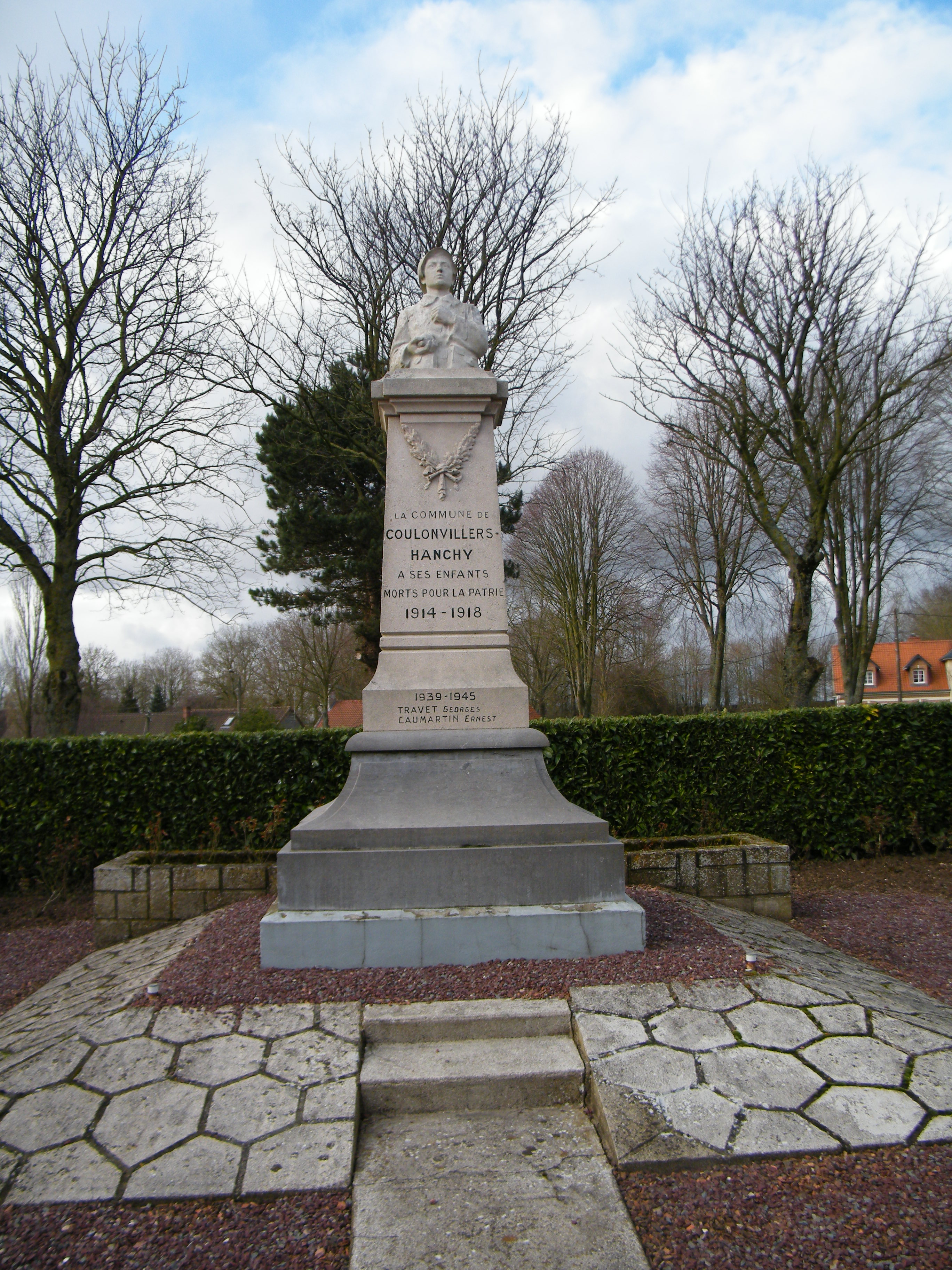
Das Kriegerdenkmal

- Kirche Saint-Gervais et Saint-Protais[1]
- Kapelle Saint-Gervais nördlich des Gemeindeteils Coulonvillers
- Kirche Sainte-Barbe aus dem 17. Jahrhundert in Hanchy
- Kriegerdenkmal und Kalvarienberg